# Franz Büchner (Jurist)
Franz Büchner (* 29. Januar 1902 in Meerane; † 29. Oktober 1988 in Hamburg) war ein deutscher Jurist und Versicherungshistoriker.

## Leben und Wirken
Der nahe Zwickau geborene Büchner besuchte Schulen in Leipzig und studierte anschließend Rechtswissenschaften an der dortigen Universität. Nach der Promotion 1925 arbeitete er als juristischer Sachbearbeiter für zwei private Versicherungsunternehmen. Von 1931 bis 1945 war er als Regierungsrat für das Reichsaufsichtsamt für das Versicherungswesen tätig, dem er als ständiges Mitglied angehörte. Von 1946 bis 1951 arbeitete er als Oberregierungsrat und ständiges Mitglied des Zonenamts des Reichsaufsichtsamt für das Versicherungswesen. 1951 übernahm Büchner die Stelle des Präsidenten der Hamburger Feuerkasse und der Hamburger MobiliarFeuerkasse, die er bis 1968 innehatte. Während dieser Zeit arbeitete er in vielen Gremien der Versicherungswirtschaft und speziell der öffentlichen Versicherer mit.
1951 setzte er sich für die Gründung der Deutschen Rückversicherungs-Aktiengesellschaft ein. Er führte die Geschäfte der Versicherung 1955 für kurze Zeit als Vorstand. Zu dieser Zeit leitete er auch als Geschäftsführer die Arbeitsgruppe öffentlich-rechtliche Versicherung.

## Werke
Franz Büchner schrieb zur Geschichte der Versicherungswirtschaft, wobei er grundlegende in Quellen forschte. Er erarbeitete eine Übersicht zur Geschichte der Versicherungen insgesamt, den Versicherungen in Hamburg im Speziellen, zur Versicherungsaufsicht und zur Historie der Feuerversicherungen. 1957 schrieb er mit dem Grundriß der Individualversicherung ein Standardwerk seines Faches. Das Buch erschien bis 1986 in 9. Auflage.